# Standard Delivery Element
Das Standard Delivery Element (SDE) ist aus der „Bottom-up“-Sicht (Produktionssicht, Herstellungssicht, Deliverysicht) ein Standard-Produktionselement. Im SDE ist ein Leistungselement und ein Produktionsprozesselement, die in der Herstellung / Definition eines Standardmoduls vereint wurden. 
 Im Vordergrund steht der Standard-Produktionsprozess einer Delivery-Einheit. Ziel ist Skaleneffekte zu nutzen, um Produktionskosten zu minimieren. Dazu ist eine ausreichende Menge erforderlich, um einen Standard zu bilden.

So beschreibt Thomas Gantenbein in seinem Artikel „Clever standardisieren“ in der Computerwoche.ch: „Ziel ist nicht die Standardisierung der Produkte, sondern der Produktion, Abläufe und Prozesse. Standardkomponenten werden nur dort eingesetzt, wo sie elementar sind und in großer Zahl vorkommen.“ 
Zu jedem SDE gehört eine ausführliche Leistungsbeschreibung und die Kalkulation der Produktionskosten (Plantarif) zu einer Planmenge. Im Costcenter werden SDEs als Leistungsarten (SAP) verrechnet. Damit man diese produzierte Leistungselemente zu den Vertriebselementen, Portfolioelementen oder SSE (Standard Service Element) in Einklang bringen kann, gibt es bei den SDE unterschiedliche Ausprägungen. Diese sogenannten SDE-Optionen beschreiben unterschiedliche Servicelevel, unterschiedliche Securitystufen oder Speicheranforderungen. So ist sichergestellt, dass eine Standardproduktion den Kundenanforderung entspricht.